# Galle Face Hotel
Galle Face Hotel, fondé en 1864 à Colombo, au Sri Lanka, est un des plus vieux hôtels à l'est de Suez. Il est membre de Select Hotels and Resorts International et fait partie de la liste des « 1000 Places to See Before You Die » dans le livre du même nom (1000 endroits à voir avant de mourir). Il a reçu plusieurs fois le titre « Best Heritage Hotel » des Presidential Awards for Travel and Tourism. En septembre 2012, il est devenu le premier hôtel du Sri Lanka à figurer sur un timbre postal, comme trois autres bâtiments emblématiques de Colombo.

## Histoire

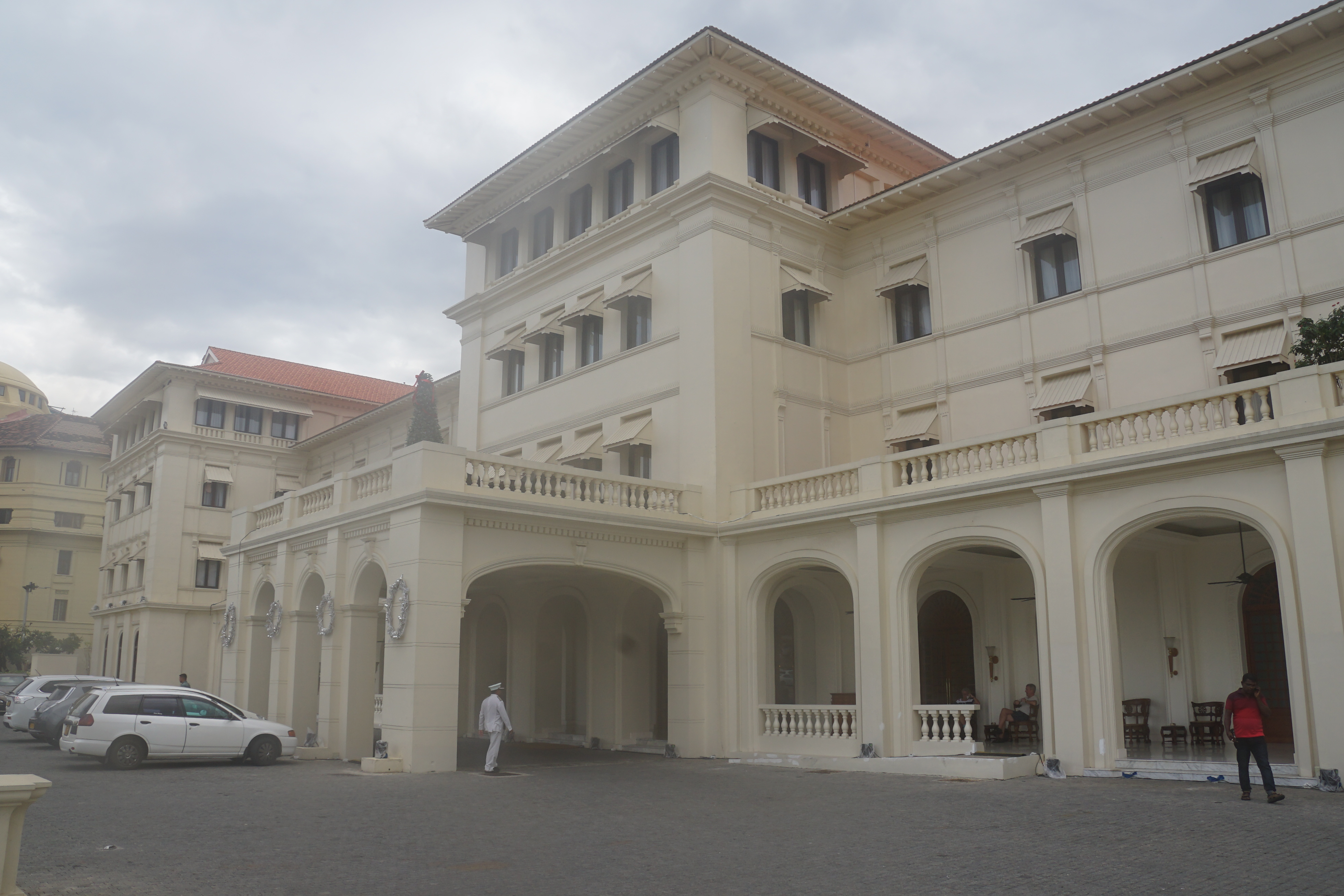
Entrée sur Galle Face après sa réouverture en 2015.

L'hôtel a été bâti par quatre entrepreneurs britanniques en 1864 à la place d'une villa coloniale néerlandaise, Galle Face House, au sud de la promenade gazonnée de Galle Face Green, à laquelle il doit son nom. Le terrain nécessaire à son expansion a été acheté entre 1870 et 1894. À cette date, l'architecte Thomas Skinner a terminé son aide sud actuelle et l'ensemble est resté quasiment inchangé jusqu'à l'époque actuelle, en dépit de nombreuses grosses rénovations
Mignonne Fernando (en) et The Jetliners se sont régulièrement produits au Coconut Grove, la boîte de nuit attachée de l'hôtel,. L'endroit a même été popularisé par une chanson. Radio Ceylon y a enregistré de nombreuses émissions musicales, ainsi que dans l'hôtel lui-même, présentées par certains de ses animateurs vedettes des années 1950 et 1960 comme Livy Wijemanne (en) et Vernon Corea (en). Des milliers d'auditeurs suivaient ces programmes, particulièrement lors des Réveillons de Nouvel An dansants depuis Galle Face Hotel.
D.G. William (surnommé « Galle Face William »), le leader syndical du Lanka Sama Samaja Party, a commencé dans l'hôtel sa carrière de militant syndical. L'écrivain de science-fiction Arthur C. Clarke y a écrit les derniers chapitres de 3001 : L'Odyssée finale,.
L'hôtel a aussi employé l'un des plus vieux portiers de l'hôtellerie mondiale, Kottarapattu Chattu ("K.C.") Kuttan (en). Engagé en 1942 comme groom et serveur, il y a travaillé jusqu'à sa mort à 94 ans, le 18 novembre 2014,.
En avril 2013, l'aile nord de l'hôtel a commencé sa restauration. Son nouveau directeur général Antony G. Paton a annoncé en novembre 2014 sa réouverture pour le 1er mars de l'année suivante. L'hôtel a été formellement déclaré rouvert le 26 octobre 2015 en présence du Président du Sri Lanka, Maithripala Sirisena.

## Hôtes célèbres
Au cours de son histoire, l'hôtel a notamment reçu le Mahatma Gandhi et Nehru, Youri Gagarine, John D. Rockefeller, l'ancien premier ministre britannique Edward Heath, la princesse Alexandra de Danemark (actuelle comtesse de Fredericksborg), le prince Philip, duc d'Édimbourg, Indira Gandhi, l'Aga Khan, le futur empereur du Japon Hirohito, les acteurs Roger Moore et Carrie Fisher, Richard Nixon, Lord Mountbatten, le dramaturge Noël Coward, Tito, l'agent du MI6 F. W. Winterbotham ainsi que le journaliste Eric Ellis et le photographe Palani Mohan (en).

## Installations

### Restaurants
Galle Face Hotel possède trois restaurants, deux bars et un pub : les restaurants de fruits de mer Sea Spray, le restaurant gastronomique 1864, le restaurant-buffet Verandah, le Travellers' Bar, le Pool Bar avec vue sur la piscine et le coucher de soleil, et le pub anglais In.. On the Green. Le restaurant Verandah, ouvert sur la terrasse, est le lieu du thé de l'après-midi.

### Musée

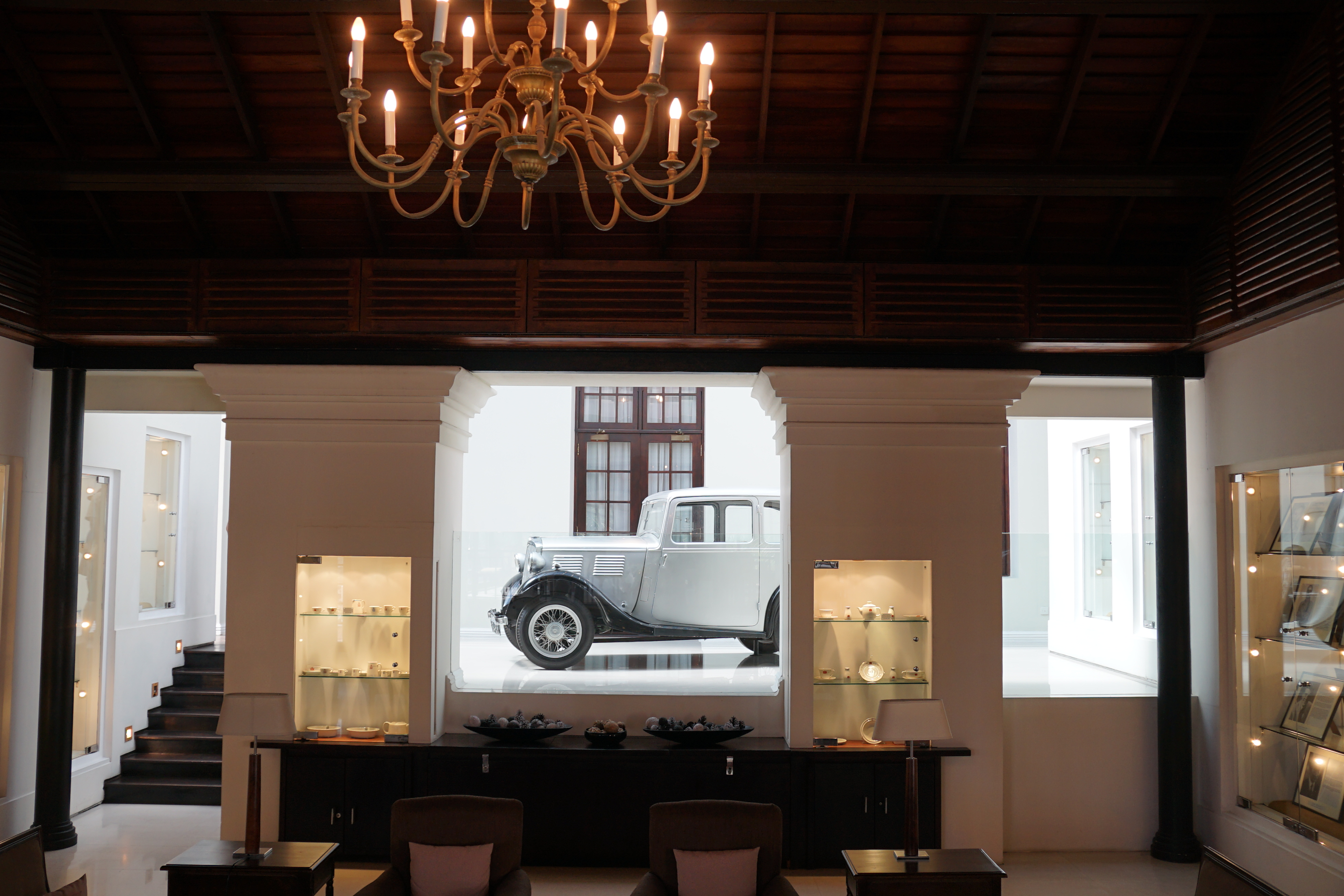
Le musée de l'hôtel.

Le musée-galerie d'art de l'hôtel, situé dans l'aile Regency, présente la première voiture du prince Philip, une Standard Nine de 1935, et plusieurs souvenirs de l'histoire de l'hôtel.

### Piscine

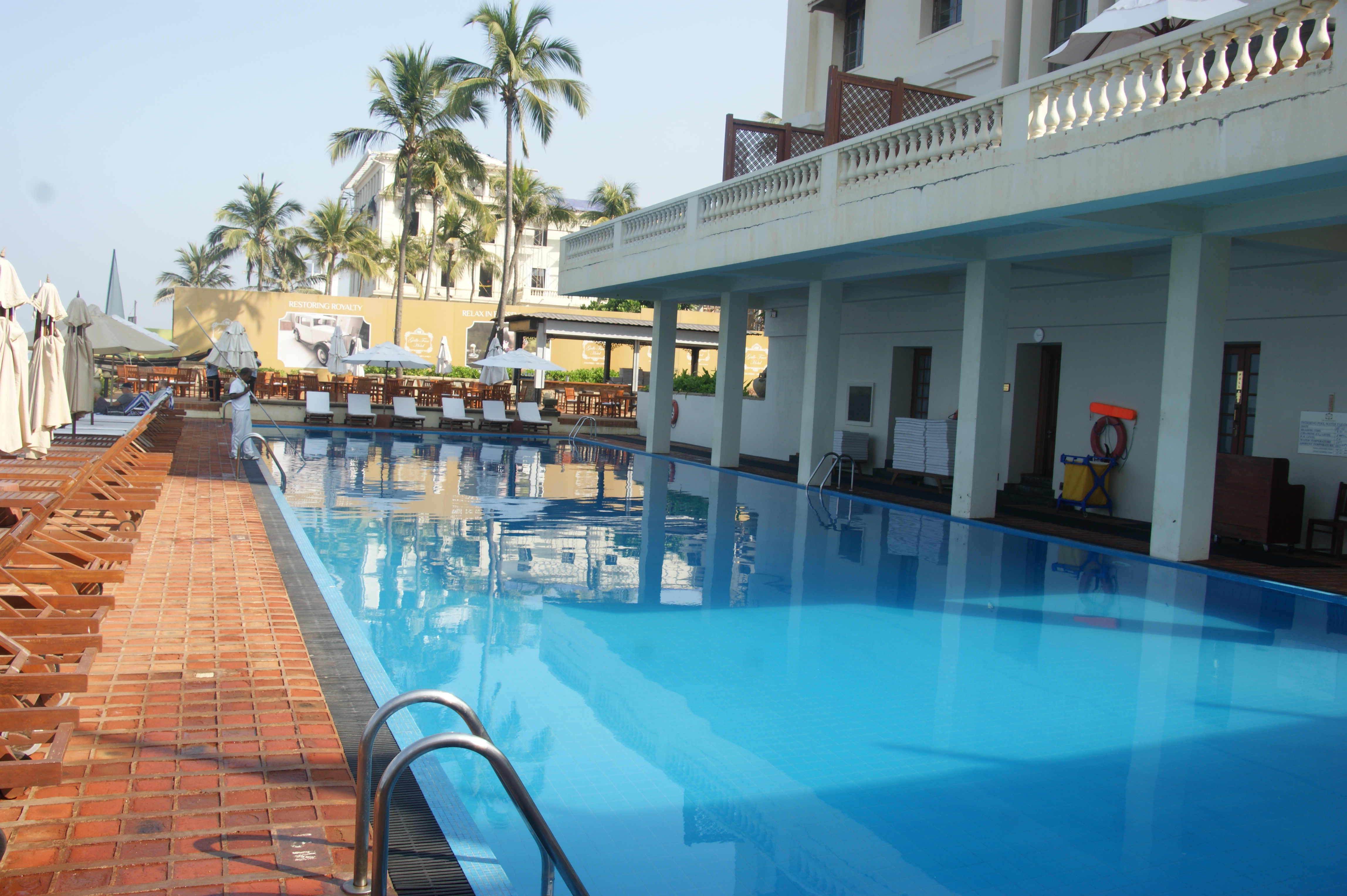
La piscine de l'hôtel fait face à l'Océan Indien.

L'hôtel a une petite piscine d'eau de mer qui fait face à l'Océan Indien à l'ouest.

### Chequerboard
Un carré noir et blanc surnommé le Chequerboard (plateau d'échecs), près du restaurant Sea Spray, est souvent utilisé par les clients pour regarder le coucher de soleil.